# Kvalserien till Elitserien i ishockey 2009
Kvalserien till Elitserien i ishockey 2009 bestod av sex lag och spelades som en serie på 10 omgångar där varje lag möts en gång hemma och en gång borta. Serien bestod av de två sämst placerade lagen i Elitserien, de tre bäst placerade lagen i Hockeyallsvenskan, samt det vinnande laget från Hockeyallsvenskans playoff. Serien spelades från 13 mars till 9 april 2009. Med en omgång kvar av Kvalserien stod det klart att Rögle BK och Södertälje SK hade kvalificerat sig för spel i Elitserien 2009/2010.

## Deltagande lag
Från Elitserien deltog Rögle BK och Södertälje SK. Från Hockeyallsvenskan deltog de tre främst placerade lagen i grundserien: Leksands IF, AIK och VIK Västerås HK samt Växjö Lakers HC som kvalificerat sig genom playoff.

## Poängtabell
| Nr | Lag             | S  | V | ÖV | ÖF | F | GM | IM | MS  | P  |
| -- | --------------- | -- | - | -- | -- | - | -- | -- | --- | -- |
| 1  | Södertälje SK   | 10 | 6 | 1  | 2  | 1 | 39 | 26 | +13 | 22 |
| 2  | Rögle BK        | 10 | 5 | 2  | 0  | 3 | 36 | 26 | +10 | 19 |
| 3  | AIK             | 10 | 5 | 0  | 1  | 4 | 28 | 33 | −5  | 16 |
| 4  | Leksands IF     | 10 | 4 | 1  | 0  | 5 | 31 | 31 | 0   | 14 |
| 5  | Växjö Lakers HC | 10 | 3 | 0  | 1  | 6 | 28 | 35 | −7  | 10 |
| 6  | VIK Västerås HK | 10 | 2 | 1  | 1  | 6 | 29 | 40 | −11 | 9  |

Tabellens data är hämtade från Svenska Ishockeyförbundet.

### Resultattabell
| Hemma \ Borta       | AIK | LIF | RBK | SSK | VIK | VÄX |
| AIK                 | —   | 5–1 | 3–1 | 2–6 | 3–4 | 2–0 |
| Leksands IF         | 1–2 | —   | 4–2 | 2–3 | 5–3 | 2–3 |
| Rögle BK            | 5–1 | 4–2 | —   | 3–2 | 4–3 | 3–5 |
| Södertälje SK       | 3–1 | 5–6 | 2–4 | —   | 4–3 | 5–1 |
| VIK Västerås Hockey | 5–6 | 2–4 | 1–6 | 1–4 | —   | 3–1 |
| Växjö Lakers HC     | 7–3 | 2–4 | 3–4 | 3–5 | 3–4 | —   |

Tabellens data är hämtade från Svenska Ishockeyförbundet.